# Вронки
Вронки (пол. Wronki) — город в Польше, входит в Великопольское воеводство, Шамотульский повят. Имеет статус городско-сельской гмины. Занимает площадь 5,81 км². Население — 11 658 человек (на 2004 год).

## Промышленность
В городе Вронки располагаются 4 завода — по производству кухонных плит, встраиваемой бытовой техники, холодильников и стиральных машин. Заводы принадлежат польской компании Amica S.A. Продукция заводов распространяется более чем в 50 странах мира под марками Amica, Hansa, Gram и Premier. Так же во Вронках располагается корейский завод по производству холодильников и стиральных машин Samsung Electronics.

## Города-побратимы
- Плерен, Франция (2004 год)[1]
- Лентварис, Литва (1 мая 2006 года)[2]

## Известные уроженцы
- Целиховский, Зигмунт (1845—1923) — польский общественный деятель, библиотекарь, историк, издатель.